# 2010: Druhá vesmírná odysea
Román 2010: Druhá vesmírná odysea (anglicky 2010: Odyssey Two) je druhý díl série Vesmírná odysea A. C. Clarka, vydaný roku 1982. Druhá vesmírná odysea dějově nenavazuje na první díl, ale na děj souběžně natočeného filmu, který se od děje knihy poněkud odlišoval. Dějovou linku druhého dílu ovlivnilo především odlišné umístění cíle expedice, jímž nebyl už Saturnův měsíc Iapetus, ale Jupiterův měsíc Io.
Roku 1984 byl podle této knihy natočen i film 2010: Druhá vesmírná odysea (angl. 2010: The Year We Make Contact), jenž se od knihy mírně liší.

## Hlavní postavy
- Heywood Floyd
- Kateřina Ruděnková
- Dr. Čandra
- Walter Curnow
- Max Brajlovský
- Žeňa Marčenková
- počítač HAL 9000

## Děj
Příběh s odstupem devíti let navazuje na události předchozího dílu (s výše zmíněnými odchylkami). Opuštěná loď Discovery, zanechaná Davidem Bowmanem u Jupiteru, je v dezolátním stavu a za chvíli ji hrozí úplné zničení. USA chce proto vyslat posádku k Jupiteru, ale obává se, že ji Sovětský svaz předběhne, poněvadž ten se také chystá vyslat lidi k Discovery. Nakonec spojí své síly a je vyslána americko-ruská posádka s lodí Leonov, kterou tvoří: Heywood Floyd, (jenž má už nyní 52 let), Kateřina Ruděnková, Dr. Chandra (Ind, programátor a učitel HALa), Curnow Walter, Max Brajlovský a Žeňa. Posádka měla hned několik úkolů: odhalit záhadu zmizení Davida Bowmana, zprovoznit znovu Discovery a vyšetřit chování HALa, které vedlo ke smrti posádky. Několik dní před cílem se však dozvěděli, že Čína tajně vyslala k Jupiteru kosmickou loď Tsien a má před nimi velký náskok. Tsien přistál na Europě načerpat palivo, vodu. Číňané však nečekali, že na Europě je život. Záhadné stvoření zničilo Tsien, přežil jen jeden tchajkonaut jménem Chang. Ten přes vysílačku ve skafandru zaslal zprávu o tom, co se stalo, posádce relativně blízkého Leonova, která ji zprostředkovala lidem na Zemi.
Jakmile dorazili k Discovery, opravili ji, takže byla schopna letu. Chandra vymazal část HALovy paměti, aby se neopakoval konflikt mezi tajnými a oficiálními úkoly mise, jenž zavinil předchozí problémy. HAL byl znovu zprovozněn, nicméně k němu všichni, kromě Dr. Chandry, chovali nedůvěru. Heywoodovi, který měl zrovna hlídku, se zjevil „duch“ Davida Bowmana, jenž ho varoval, aby do určité doby zmizel z dosahu Jupiteru. Kapitánka však nemohla vydat příkaz k odletu, neboť to, že Floyd viděl přízrak, nebyl důvod, který by obstál před nadřízenými na Zemi. Monolit z měsíce Jó se totiž přemístil na Jupiter a začal se replikovat. O pár dní později už tisíce monolitů „stlačovalo“ Jupiter. S pomocí HALa a Discovery stihli jakž takž odletět v termínu, nicméně museli obětovat HALa i Discovery. Jupiter se pak náhle proměnil ve hvězdu – „nové Slunce“ – jež lidé pojmenovali Lucifer. Před svým zničením odvysílal HAL zprávu od mimozemšťanů: „Všechny tři měsíce patří vám, kromě Europy. Tam se přistát nepokoušejte.“